# Ashley (Michigan)
Ashley é uma vila localizada no estado americano de Michigan, no Condado de Gratiot.

## Demografia
Segundo o censo americano de 2000, a sua população era de 526 habitantes. 
Em 2006, foi estimada uma população de 516, um decréscimo de 10 (-1.9%).

## Geografia
De acordo com o United States Census Bureau tem uma área de 1,7 km², dos quais 1,7 km² cobertos por terra e 0,0 km² cobertos por água. Ashley localiza-se a aproximadamente 204 m acima do nível do mar.

## Localidades na vizinhança
O diagrama seguinte representa as localidades num raio de 24 km ao redor de Ashley. 